# كارلا مينينسكي
كارلا مينينسكي (بالإنجليزية: Carla Meninsky)‏ مصممة ومبرمجة سابقة لألعاب الفيديو نشطت خلال السنوات الأولى من إطلاق نظام ألعاب الفيديو أتاري 2600، جنباً إلى جنب مع كاورل شو (مبتكرة 3D tic-tac-toe ورايفر رايد) كانت مينينسكي واحدة من اثنتين من المهندسات في أتاري لتطوير لعبة فيديو أصدرت في أوائل الثمانينات، أصبحت فيما بعد محامية حقوق ملكية فكرية.